# Alexandre Lochakoff
Alexandre Lochakoff (parfois crédité sous les noms Ivan Lochakoff ou Lochavoff, de son vrai nom Alexei Vladimirovitch Lochakoff, né le 15 août 1877 à Moscou et mort le 30 décembre 1942 dans le 16e arrondissement de Paris) était un décorateur de cinéma d'origine russe, actif principalement en France. Fuyant la Révolution russe de 1917 et la nationalisation de l’industrie cinématographique, il s’exile en France et devient l’un des décorateurs les plus influents du cinéma muet et du début du parlant. Il contribue notamment à l’essor de la Société des Films Albatros, un studio fondé par des cinéastes russes exilés à Paris.

## Biographie
Lochakoff quitte la Russie en 1919 aux côtés de cinéastes comme Alexandre Volkoff, Viatcheslav Tourjansky et Joseph Ermolieff. Après un passage à Constantinople, ils s’installent en Franceet fondent  la Société des Films Albatros à Montreuil, qui deviendra l’un des studios les plus influents du cinéma muet français.
Lochakoff s’illustre rapidement par sa capacité à créer des décors illusionnistes et spectaculaires, notamment dans le registre orientaliste. Son travail sur Shéhérazade (1928) est salué pour son style féérique et extravagant, rappelant Le Voleur de Bagdad (1924) de Raoul Walsh et les influences des Ballets russes de Serge Diaghilev. 
Même s'il continue à réaliser des décors inspirés de l’Orient imaginaire, il ne s'y limite pas et conçoit également des environnements réalistes pour des mélodrames comme L’Ordonnance et La Pocharde, ainsi que des décors modernistes influencés par l’Art déco, notamment dans La Dame masquée et La Cible. 
Il quitte Albatros en 1925 et c'est Lazare Meerson, qu'il a formé, qui prendra sa succession.

## Filmographie

### En Russie
- Le Père Serge (en russe Отец Сергий) (1917) – Réalisation : Jacob Protozanov

### Société des Films Albatros (1920–1924)
- L’Ordonnance (1920) – Réalisation : Viatcheslav Tourjansky
- La Pocharde (1921) – Réalisation : Henri Étiévant
- Les Contes des mille et une nuits (1921) – Réalisation : Viatcheslav Tourjansky
- L'Enfant du carnaval (1921) – Réalisation : Ivan Mosjoukine
- Le Sens de la mort (1921) – Réalisation : Jacob Protozanov
- Pour une nuit d'amour (1921) – Réalisation : Jacob Protozanov
- Vers la lumière (1921) – Réalisation : Jacob Protozanov
- La Maison du mystère (1922) – Réalisation : Alexandre Volkoff
- Le Quinzième prélude de Chopin (1922) – Réalisation : Viatcheslav Tourjansky
- Nuit de carnaval (1922) – Réalisation : Viatcheslav Tourjansky
- L'Ombre du péché (1922) – Réalisation : Jacob Protozanov
- Calvaire d'amour (1923) – Réalisation : Viatcheslav Tourjansky
- Le Brasier ardent (1923) – Réalisation : Ivan Mosjoukine, Alexandre Volkoff
- Kean ou Désordre et génie (1923) – Réalisation : Alexandre Volkoff
- Ce cochon de Morin (1923) – Réalisation : Viatcheslav Tourjansky
- Le Chiffonnier de Paris (1924) – Réalisation : Serge Nadejdine
- Les Ombres qui passent (1924) – Réalisation : Alexandre Volkoff
- Le Lion des Mogols (1924) – Réalisation : Jean Epstein
- La Dame masquée (1924) – Réalisation : Viatcheslav Tourjansky
- La Cible (1924) – Réalisation : Serge Nadejdine

### Après la période Albatros
- Le Prince charmant (1925) – Réalisation : Viatcheslav Tourjansky
- Âme d'artiste (1925) – Réalisation : Germaine Dulac
- 600 000 francs par mois (1925) – Réalisation : Robert Péguy, Nicolas Koline
- Napoléon vu par Abel Gance (1927) – Réalisation : Abel Gance
- Muche (1926) – Réalisation : Robert Péguy
- Michel Strogoff (1926) – Réalisation : Viatcheslav Tourjansky
- Casanova (1927) – Réalisation : Alexandre Volkoff
- Shéhérazade (1928) – Réalisation : Alexandre Volkoff
- Fra Diavolo (1930) – Réalisation : Mario Bonnard
- Le Sergent X (1931) – Réalisation : Vladimir Strijevsky
- La Mille et Deuxième Nuit (1932) – Réalisation : Alexandre Volkoff
- Bouboule Ier, roi nègre (1933) – Réalisation : Léon Mathot
- Le Monde où l'on s'ennuie (1934) – Réalisation : Jean de Marguenat
- L'Enfant du carnaval (1934) – Réalisation : Alexandre Volkoff
- Michel Strogoff (1935) – Réalisation : Richard Eichberg, Jacques de Baroncelli
- Port-Arthur (1936) – Réalisation : Nicolas Farkas
- La Dame de pique (1937) – Réalisation : Fedor Ozep
- Les Nuits blanches de Saint-Pétersbourg (1937) – Réalisation : Jean Dréville
- Le Patriote (1938) – Réalisation : Maurice Tourneur
- Le Club des fadas (1938) – Réalisation : Émile Couzinet
- Dilemma (1940) – Réalisation : Edmund Heuberger
- Pension Jonas (1941) – Réalisation : Pierre Caron